# Kongres Kontynentalny
Kongres Kontynentalny – legislatura federalna, powołana przez trzynaście kolonii, które później utworzyły Stany Zjednoczone. Istniał w latach 1774–1789, obejmując czasy wojny o niepodległość Stanów Zjednoczonych i obowiązywania Artykułów Konfederacji. Zwołano go dwa razy.

## Pierwszy Kongres Kontynentalny
Pierwszy Kongres Kontynentalny istniał krótko, od 5 września do 26 października 1774 (52 dni) i obradował w Filadelfii. Udział w nim wzięło 12 kolonii (bez Georgii), reprezentowanych przez 53 delegatów, którzy przyrzekli wierność wobec Jerzego III, wysuwając równocześnie żądania, a także powołali oddziały pilnujące porządku – milicję. Przed zakończeniem obrad postanowiono, że następny Kongres, o ile zajdzie tego potrzeba, powinien zebrać się w maju 1775.

## Drugi Kongres Kontynentalny
Drugi Kongres Kontynentalny istniał od 10 maja 1775 do 2 marca 1789. Jego sesje odbywały się w różnych miejscach i czasie.
Od chwili zebrania Kongres zaczął udzielać wsparcia trwającej już od 19 kwietnia 1775 rebelii, uchwalając 6 lipca 1775 Deklarację przyczyn i konieczności chwycenia za broń. Powołał Armię Kontynentalną i rozpoczął emisję dolara kontynentalnego. 10 maja 1776 Kongres wezwał kolonie do utworzenia organów władzy państwowej.
4 lipca 1776 uchwalił Deklarację Niepodległości Stanów Zjednoczonych, zaś 15 listopada 1777 zainicjował ich pierwszą konstytucję „Artykuły Konfederacji”.
15 kwietnia 1783 zatwierdził amerykańsko-brytyjskie preliminaria pokojowe podpisane w Paryżu 30 listopada 1782, zaś 14 stycznia 1784 ratyfikował Pokój wersalski z 3 września 1783.

### Daty i miejsca sesji
Sesje Kongresu Kontynentalnego odbywały się w następujących dniach i miejscach:
- 5 września 1774 – 26 października 1774 – Filadelfia
- 10 maja 1775 – 12 grudnia 1776 – Filadelfia
- 20 grudnia 1776 – 4 marca 1777 – Baltimore
- 5 marca 1777 – 18 września 1777 – Filadelfia
- 27 września 1777 (tylko jeden dzień) – Lancaster w Pensylwanii
- 30 września 1777 – 27 czerwca 1778 – York w Pensylwanii
- 2 lipca 1778 – 21 czerwca 1783 – Filadelfia
- 30 czerwca 1783 – 4 listopada 1783 – Princeton w New Jersey
- 26 listopada 1783 – 3 czerwca 1784 – Annapolis w Maryland
- 1 listopada 1784 – 24 grudnia 1784 – Trenton w New Jersey
- 11 stycznia 1785 – 4 listopada 1785 – Nowy Jork
- 7 listopada 1785 – 3 listopada 1786 – Nowy Jork
- 6 listopada 1786 – 30 października 1787 – Nowy Jork
- 5 listopada 1787 – 21 października 1788 – Nowy Jork
- 3 listopada 1788 – 2 marca 1789 – Nowy Jork.